# Jorge Zalamea
Jorge Zalamea Borda (Bogotá, 8 de marzo de 1905 - 10 de mayo de 1969) fue un escritor, poeta, crítico, traductor, y periodista colombiano. 
En su obra demuestra vigor, intensidad y amplia riqueza lingüística. Es una figura notable dentro del ámbito cultural colombiano por su alta mordacidad e ironía. Entre sus obras más reconocidas se encuentran El sueño de las escalinatas y El Gran Burundú-Burundá ha muerto.

## Biografía

### Juventud: el teatro
Realizó sus estudios en el Gimnasio Moderno y desde muy temprano acudió al Café Windsor, en Bogotá, donde conoció al poeta León de Greiff, gracias a lo cual entraría a formar parte del grupo Los Nuevos. 
Con tan solo 16 años inicia su labor periodística, escribiendo críticas de teatro para diferentes publicaciones. Colaboró con cuentos y reseñas bibliográficas para la recientemente creada Revista Cromos.
Durante dos años, de 1925 a 1927, viaja por América Central y México, con una compañía de cómicos teatrales y publica su primera obra de teatro El regreso de Eva (San José de Costa Rica, 1927).  El teatro fue una de sus máximas preocupaciones, junto a la relación entre la poesía y los lectores, y  el poeta y su público, temas que ampliará en su largo poema en prosa, El sueño de las escalinatas.
Para 1928 viaja a Madrid, España para desempeñar el cargo de Consejero Comercial de la Legación Colombiana. En su estadía conoció a Federico García Lorca. De 1933 a 1935 se desempeñó como vicecónsul de Colombia en Londres. Durante esta gestión, publica su conocido ensayo político De Jorge Zalamea a la Juventud Colombiana (1933).

### La diplomacia en el gobierno de  Alfonso López Pumarejo
Después de  Enrique Olaya Herrera, en 1934,  Alfonso López Pumarejo asume la Presidencia de Colombia. Dos años más tarde, en 1936, Zalamea es nombrado Ministro de Educación, para lo que regresa al país luego de su estadía en Europa. Este mismo año escribe su ensayo sociopolítico titulado El Departamento de Nariño: esquema para una interpretación sociológica, y es nombrado Director de la Comisión de Cultura Aldeana.
En 1937 es nombrado Secretario General de la Presidencia de la República, cargo que ocupará hasta 1938 y en el cual escribirá sobre La industria nacional (1938).
En 1941 publica El Rapto de las Sabinas, con la que recibe un premio por Thornton Wilder. Esta obra será traducida al ruso y publicada en la revista El Mundo, de Kiev, en 1960. El hostal de Belén es publicada en el mismo año y traducida al inglés por la Universidad de Stanford, California, que la edita en 1944. En 1941 publica La vida maravillosa de los libros, sobre literatura francesa y mexicana, Nueve artistas colombianos e Introducción al arte antiguo, dos libros sobre crítica de arte plástica. En este mismo año es elegido miembro de la Cámara de Representantes por el departamento de Cundinamarca.
Viaja a México como Embajador de Colombia, para el segundo periodo presidencial de Alfonso López Pumarejo (1942-1945). Es en este viaje que publica sus primeras traducciones de Saint-John Perse: el libro Elogios, Costa Amic, 1946. Este mismo año de 1946 viaja a Italia como Ministro Plenipotenciario  y publica en Milán Lluvia, nieves, exilio, otro libro de versiones de Perse, y la Universidad Nacional edita su traducción de Anábasis, con ilustraciones de Giorgio de Chirico.
Sobre su experiencia al traducir la obra de Saint-John Perse, el mismo Zalamea escribe en su ensayo La consolación poética: “Aquellos meses iniciales de 1945 en que sentí la necesidad incoercible de hacer un poco mía la obra de Perse, coincidieron con una época oscura durante la cual tuve el conocimiento vivo del mal en sus formas más torturantes y mezquinas”. Y sobre la poesía del francés, dice Zalamea: “Saint-John Perse, sin ninguna obsesión de la inteligencia, sin ninguna corrupción del espíritu, sin ninguna exasperación del alma, con una cortesía de siglos, con una dignidad de siempre, nos otorga largamente la consolación de su canto”.
En 1949, Zalamea recibe una carta del mismo Saint-John Perse, desde Washington, en la que le agradece hondamente su trabajo como traductor y lo elogia con sinceridad : “Lo que usted me ha consagrado de su arte, en dos bellísimas traducciones, revela de usted mismo un tan alto sentido poético y un tan raro dominio de la lengua, que muy sinceramente experimento el escrúpulo del tiempo que le he hurtado a su propia obra personal. Y pienso, igualmente, en su elegancia para conmigo, expresada hasta en el esmero puesto en esas muy puras ediciones. Le doy las gracias por tales exigencias que me hablan largamente, una vez más, de sus propias exigencias para consigo mismo”.

### Exilio: crítica y sus grandes obras
Para el 9 de abril de 1948, suceso conocido como el Bogotazo, Zalamea, acompañado de Gerardo Molina, Diego Montaña Cuéllar y su gran amigo Jorge Gaitán Durán, llegaron al edificio de la Radiodifusora Nacional para entregarse “sin descanso a la tarea de orientar a las gentes y a lanzarlas contra sus verdaderos enemigos" y "no cesaron de arengar al pueblo en un esfuerzo desesperado para encauzarlo hacia la toma del poder y hacia el derrocamiento de una casta y de unos jefes que una vez más lo traicionaban y ya se preparaban para diezmarlo por las calles". 
Ese mismo año edita su quincenario Crítica, cuyo primer número apareció el 14 de octubre de 1948.  
Acerca de la  revista, Óscar Torres Duque, poeta, crítico y profesor de la Pontificia Universidad Javeriana de Bogotá (Colombia), dice: 
Crítica comienza unos meses después del asesinato de Jorge Eliécer Gaitán, y marcada por ese asesinato, con denuncias de crímenes contra los liberales en diferentes lugares del país. Extensas listas de personas asesinadas se publican en los primeros números y en las primeras páginas, con titulares alusivos a la connivencia o participación del gobierno conservador de Mariano Ospina Pérez. Crítica, en el mejor sentido kantiano de la palabra, significa esa conciencia de límites, de reconocimiento del fin de las posibilidades históricas del hombre; el intelecto ejerce una suerte de "marginalia", de glosa cínica  de los hechos históricos. ¿Se puede ser imparcial? Quizá no, pero el intelecto juega a serlo (...)

Crítica "consistió" en el abanderamiento que un grupo de  intelectuales liberales (o mejor, el "clan Zalamea") hizo de la denuncia de crímenes políticos contra los liberales en el país, de la oposición encarnizada y sectaria del ingenuo y pintoresco gobierno conservador  y de la actualidad "cultural" como difusión del quehacer artístico, literario y filosófico.  La "cultura" liberal  de Crítica era en realidad una maravillosa conjunción de autores y textos  para todos los gustos, incluso los más conservadores.(...)
La censura corrió rápidamente sobre esta revista, y el primer número censurado salió a la luz el 14 de mayo de 1950. Cuenta Alfredo Iriarte que es este el episodio culmen de la vida de Zalamea, ya que gracias a la censura se unen la maestría del escritor y el heroísmo del combatiente, pues nunca dejó de publicar grandes críticas disfrazadas tenuemente para que pasaran los controles del censor. 
Hacia 1951, Crítica publica su último número, el 14 de octubre, exactamente tres años después de haber comenzado su tarea.  Tras haber sido publicado el relato burlesco e irónico titulado La metamorfosis de su excelencia,  Zalamea consideró que la clausura de la revista era inminente y que debería salir del país. 
Para 1952, Jorge Zalamea se encontraba ya en el exilio en Buenos Aires, donde escribió y publicó El gran Burundún-Burundá ha muerto. Este narra los funerales de un gran dictador elocuente, quien usaba su palabra para destruir a los demás “Como hay quienes destruyen con una lima, con una piqueta, con una tea, con una cuchilla, -Burundún destruía con las palabras. Destruía de preferencia, claro está, lo que con las palabras se forma y de ellas se alimenta: honra, fama, reputación, prestigio." Sin embargo, un día cae la desgracia sobre él mismo y “algo comenzó a marchar mal en el aparato vocal de Burundún” a causa de lo cual prohíbe el uso de la palabra a cualquier ser humano: “si las bestias son más dóciles y más felices que los hombres, es porque no participan de la maldición de la palabra articulada.” En esta parodia política de intensa fuerza y virulencia, los hombres quedan, como en las novelas de Orwell, reducidos a un estado animal: “Que chillen si tienen hambre; que tosan si tienen frío; que bramen si están en celo; que gorjeen si están dichosos; que cacareen si despiertos; que rebuznen si entusiastas; gañen si codiciosos y gruñan si coléricos, pero que no hagan indecente inventario entre unos y otros de sus deseos, ni se estimulen sediciosamente fomentándolos con palabras.” 
Para María Dolores Jaramillo, profesora  y crítica de la Universidad Nacional de Colombia, esta obra es "un poema ceremonial, teatral y carnavalesco del caudillismo latinoamericano, una sátira política del dictador; caricatura implacable y parodia, donde lo trágico, lo cómico y lo grotesco se funden". "Es una parodia lingüística de la retórica política, en la cual se correlacionan el nivel fonológico y semántico produciendo un doble efecto discursivo: en primer lugar, la imitación de un tipo de lenguaje político y su concepción del mundo, mediante la burla feroz de un discurso adjetival, formalista y retórico. Y, en segundo lugar,  esta caricatura obtiene un efecto poético, ya que las distintas figuras retóricas en su carácter fónico recurrente contribuyen a la sonoridad y musicalidad del relato-poema.”
En Buenos Aires traduce a varios autores, entre ellos a Sartre, T.S. Eliot, Valéry, Faulkner y Dimitri Sergeevich. Entre 1952 y 1959 viaja por China, varios países asiáticos, Egipto, Ceilán, Medio Oriente y Benares, India, donde comienza su largo poema en prosa titulado El sueño de las escalinatas, que concluirá para 1963 en Bogotá y publicará un año después. Ese mismo año, con la grabación en disco del poema inaugura la Colección Literaria de la emisora cultural HJCK. Acerca de esta producción, Alfredo Iriarte recuerda que La pollera colorá, un éxito bailable del momento, fue el único disco que le superó en ventas. 
Acerca de esta obra, el reconocido poeta Álvaro Mutis dice que es un “poema acusador de un verbo inagotable”, un “salmo de ira y acusación” en el que se desarrolla “toda su furia ante la servidumbre absurda del hombre a los más oscuros y necios poderes de nuestra época.”
Por otra parte, Juan Gustavo Cobo Borda, poeta y crítico, en contraste con el planteamiento de George Steiner en La muerte de la tragedia,  plantea que la empresa detrás de la cual estuvo siempre Zalamea, es una empresa caduca: la tragedia (entendida como un acto de comunicación total entre el pueblo y el poeta) ya no es posible, históricamente hablando. La audiencia ya no se encuentra unificada, por lo que se imposibilita la apelación a ella. Critica también el poema en términos formales, diciendo que las enumeraciones no son más que eso, lo que las hace carecer de intensidad o progresión dramática; dice que Zalamea, se limita a enumerar un montón de hechos, contemplándolos desde las escalinatas de Benares, haciendo así que su discurso se vacíe, dejando al público de telón de fondo. Además, afirma que se trata de una retórica vieja que encierra una política anacrónica. En conclusión, El sueño de las escalinatas es, para este crítico colombiano, un anacronismo, además de un cascarón vacío, hecho de palabras opulentas y suntuosas.

### Vuelta al país: premios y muerte
Para 1959, Zalamea se encontraba en Bogotá y el 22 de octubre de ese año dio inicio a un ciclo en el Teatro Colón que titularía “Poesía al aire libre”, donde leyó parte de El sueño de las escalinatas. 
En 1965, es galardonado con el premio de ensayo Casa de las Américas, por su libro La poesía ignorada y olvidada, que con la tesis "en poesía no existen pueblos subdesarrollados" se propone hacer un gran recorrido por la poesía mundial que se escapa al canon, visitando así comunidades pigmeas en el África o esquimales en el Polo Norte, indígenas del Amazonas y tribus de Finlandia, presentando un panorama bastante amplio. El libro explora las relaciones entre la magia, los ritos, las ceremonias, las profecías y los mitos y la poesía, para encontrar que "como ni el Universo en su conjunto, ni las cosas mismas en su particularidad se mostrasen siempre dispuestas a subordinársele y muchas veces le fuesen irreductiblemente hostiles, procuró el hombre conciliárselas o neutralizarlas con el empleo de su portentosa invención.”
En 1968 gana el Premio Lenin de la Paz. De este acontecimiento, Alfredo Iriarte cuenta que "una pomposa delegación soviética le hizo entrega de la medalla en el Teatro Colón con asistencia del presidente de la República en medio de vítores y peroratas. Empezó a pasar el tiempo y por ninguna parte aparecía los US$ 25.000.00 del premio. Estando en esa espera y padeciendo los rigores y las penurias económicas que siempre lo acompañaron en sus luchas más aguerridas, los tanques soviéticos entraron a Praga y aplastaron las libertades checas en un típico acto de agresión imperialista. Zalamea hizo pública una protesta iracunda. Alguien le dijo: ‘Maestro: usted me perdona pero esa no es  la manera de jugar con el bienestar de su vejez’. La respuesta de Jorge Zalamea fue fulminante: ‘Que se vayan al carajo. A mi conciencia no la calla nadie con todos los rublos y los dólares del mundo’.
Meses después, cuando ya estaba agobiado por la enfermedad le llegó el cheque. Poco después murió. El último acto de su vida no podía ser cosa distinta de una perfecta lección de dignidad."
Murió el 10 de mayo de 1969.